# 023号線 (チェコ)
チェコ国鉄023号線、別名ドウドレビ・ナド・オルリチー～ロキトニツェ・ヴ・オルリツキーフ・ホラーフ線（チェコ語：Železniční trať Doudleby nad Orlicí – Rokytnice v Orlických horách）は、チェコ国鉄の鉄道線の名称である。
1906年、帝立王立国有鉄道の路線として開業した。

## 運行形態
全て各駅停車。全て全線通しの運転で、一日8往復、2時間に1本程度運行している。大部分は、ドウドレビで021号線のフラデツ・クラーロヴェー方面（主に快速）と接続する。うち、平日のみ3往復が021号線のティーニシチェ方面に直通する他、ヴァンベルク始発で021号線に直通する列車も平日のみ一日1往復運行している。
2023年度以前は、ヴァンベルク発着の021号線直通便が運行していなかった。

## 駅一覧
以下では、チェコ国鉄023号線の駅と営業キロ、停車列車、接続路線などを一覧表で示す。なお、全て各駅停車である。
| 路線名 | 駅名                                         | 駅間営業キロ | 累計営業キロ | 接続路線 | 所在地                     | 所在地                         |
| ------ | -------------------------------------------- | ------------ | ------------ | -------- | -------------------------- | ------------------------------ |
| 023    | ドウドレビ・ナド・オルリチー駅               | -            | 0.0          | 021号線  | フラデツ・クラーロヴェー州 | リフノフ・ナド・クニェジノウ郡 |
| 023    | ヴァンベルク駅                               | 2.6          | 2.6          |          | フラデツ・クラーロヴェー州 | リフノフ・ナド・クニェジノウ郡 |
| 023    | ペクロ・ナド・ズドブニチー駅                 | 1.8          | 4.4          |          | フラデツ・クラーロヴェー州 | リフノフ・ナド・クニェジノウ郡 |
| 023    | リブナー・ナド・ズドブニチー駅               | 3.0          | 7.4          |          | フラデツ・クラーロヴェー州 | リフノフ・ナド・クニェジノウ郡 |
| 023    | スラチナ・ナド・ズドブニチー駅               | 3.2          | 10.6         |          | フラデツ・クラーロヴェー州 | リフノフ・ナド・クニェジノウ郡 |
| 023    | ピェチーン駅                                 | 4.5          | 15.1         |          | フラデツ・クラーロヴェー州 | リフノフ・ナド・クニェジノウ郡 |
| 023    | ロキトニツェ・ヴ・オルリツキーフ・ホラーフ駅 | 4.4          | 19.5         |          | フラデツ・クラーロヴェー州 | リフノフ・ナド・クニェジノウ郡 |